# Fiscal General de Nuevo México
El Fiscal General de Nuevo México (en inglés: Attorney General of New Mexico) es un funcionario ejecutivo electo que supervisa la Oficina del Fiscal General de Nuevo México y se desempeña como jefe del Departamento de Justicia de Nuevo México. El titular del cargo, que debe ser un abogado colegiado, es el sexto cargo en importancia después de los cargos de Gobernador de Nuevo México, Vicegobernador de Nuevo México, Secretario de Estado de Nuevo México, presidente pro tempore del Senado de Nuevo México y el presidente de la Cámara de Representantes de Nuevo México. El fiscal general de Nuevo México funciona como el principal funcionario jurídico del estado, asesor legal del gobierno estatal, defensor del consumidor y guardián del interés público.

## Funciones estatutarias
El titular del cargo representa al estado ante cualquier tribunal o agencia pública cuando el interés público lo requiera o cuando lo solicite el Gobernador y procesa y defiende todas las causas en la Corte Suprema de Nuevo México, el Tribunal de Apelaciones de Nuevo México o cualquier otro tribunal o corte en el que el estado sea parte o esté interesado. El fiscal general, a veces llamado Procurador General de Nuevo México, actúa en todas las acciones y procedimientos que involucren a cualquier empleado estatal en su capacidad oficial, y también puede representar a consumidores residenciales o de pequeñas empresas ante la Comisión de Regulación Pública de Nuevo México .
Previa solicitud, el fiscal general proporcionará informe legal escrito a la  Asamblea legislativa, a cualquier funcionario estatal o a cualquier fiscal de distrito sobre cualquier tema pendiente ante uno de estos funcionarios. En asuntos relacionados con el Código Electoral del estado, el fiscal general proporciona asistencia legal al Secretario de Estado de Nuevo México .
El llamado AG elabora contratos, bonos y otros instrumentos que sean necesarios para su uso por parte del Estado.
Bajo la dirección del gobernador, el fiscal general podrá asistir y ayudar en el juicio de cualquier acusación o información en cualquier condado del estado. Cuando un fiscal de distrito no actúa o se niega a actuar, el fiscal general puede actuar en nombre de un condado en cualquier caso penal o civil .
En materia de destitución de un legislador o empleado estatal, el fiscal general inicia acciones de cumplimiento de conflictos de intereses . También lleva adelante procedimientos de destitución contra fiscales de distrito.
Por último, el AG establece y mantiene un registro de todos los documentos presentados por organizaciones benéficas y lo pone a disposición del público para su inspección.

## Fiscales Generales de Nuevo México
| #       | Imagen | Nombre                | Inicio | Final       | Partido     | Años en el cargo |
| ------- | ------ | --------------------- | ------ | ----------- | ----------- | ---------------- |
| 1       |        | Frank W. Clancy       | 1912   | 1917        | Republicano | 5                |
| 2       |        | Harry L. Patton       | 1917   | 1918        | Demócrata   | 2                |
| 3       |        | Oscar O. Askren       | 1919   | 1920        | Demócrata   | 2                |
| 4       |        | Harry S. Bowman       | 1921   | 1922        | Demócrata   | 2                |
| 5       |        | Milton J. Helmick     | 1923   | 1924        | Demócrata   | 2                |
| 6       |        | John W. Armstrong     | 1925   | 1926        | Demócrata   | 2                |
| 7       |        | Fred E. Wilson        | 1926   | 1926        | Demócrata   | 1                |
| 8       |        | Robert C. Dow         | 1927   | 1928        | Demócrata   | 2                |
| 9       |        | Miguel A. Otero III   | 1929   | 1930        | Demócrata   | 2                |
| 10      |        | Ernest K. Neumann     | 1931   | 1934        | Demócrata   | 4                |
| 11      |        | Frank H. Patton       | 1935   | 1938        | Demócrata   | 4                |
| 12      |        | Filo Sedillo          | 1939   | 1940        | Demócrata   | 2                |
| 13      |        | Edward P. Chase       | 1941   | 1944        | Demócrata   | 4                |
| 14      |        | Clyde C. McCullough   | 1944   | 1948        | Demócrata   | 5                |
| 15      |        | Joe L. Martínez       | 1949   | 1952        | Demócrata   | 4                |
| 16      |        | Richard H. Robinson   | 1953   | 1956        | Demócrata   | 4                |
| 17      |        | Fred M. Standley      | 1957   | 1958        | Demócrata   | 2                |
| 18      |        | Frank B. Zinn         | 1959   | 1959        | Demócrata   | 1                |
| 19      |        | Hilton A. Dickson Jr. | 1959   | 1960        | Demócrata   | 2                |
| 20      |        | Earl E. Hartley       | 1961   | 1964        | Demócrata   | 4                |
| 21      |        | Boston E. Witt        | 1965   | 1968        | Demócrata   | 4                |
| 22      |        | James A. Maloney      | 1969   | 1970        | Demócrata   | 2                |
| 23      |        | David L. Norvell      | 1971   | 1974        | Demócrata   | 4                |
| 24      |        | Toney Anaya           | 1975   | 1978        | Demócrata   | 4                |
| 25      |        | Jeff Bingaman         | 1979   | 1982        | Demócrata   | 4                |
| 26      |        | Paul G. Bardacke      | 1983   | 1986        | Demócrata   | 4                |
| 27      |        | Harold Stratton       | 1987   | 1990        | Republicano | 4                |
| 28      |        | Tom Udall             | 1991   | 1998        | Demócrata   | 8                |
| 29      |        | Patricia A. Madrid    | 1999   | 2006        | Demócrata   | 8                |
| 30      |        | Gary King             | 2007   | 2014        | Demócrata   | 8                |
| 31      |        | Hector Balderas       | 2015   | 2022        | Demócrata   | 8                |
| 32      |        | Raúl Torrez           | 2022   | En el cargo | Demócrata   | 1                |
| Fuente: |        |                       |        |             |             |                  |